# Lyra (Glockenspiel)

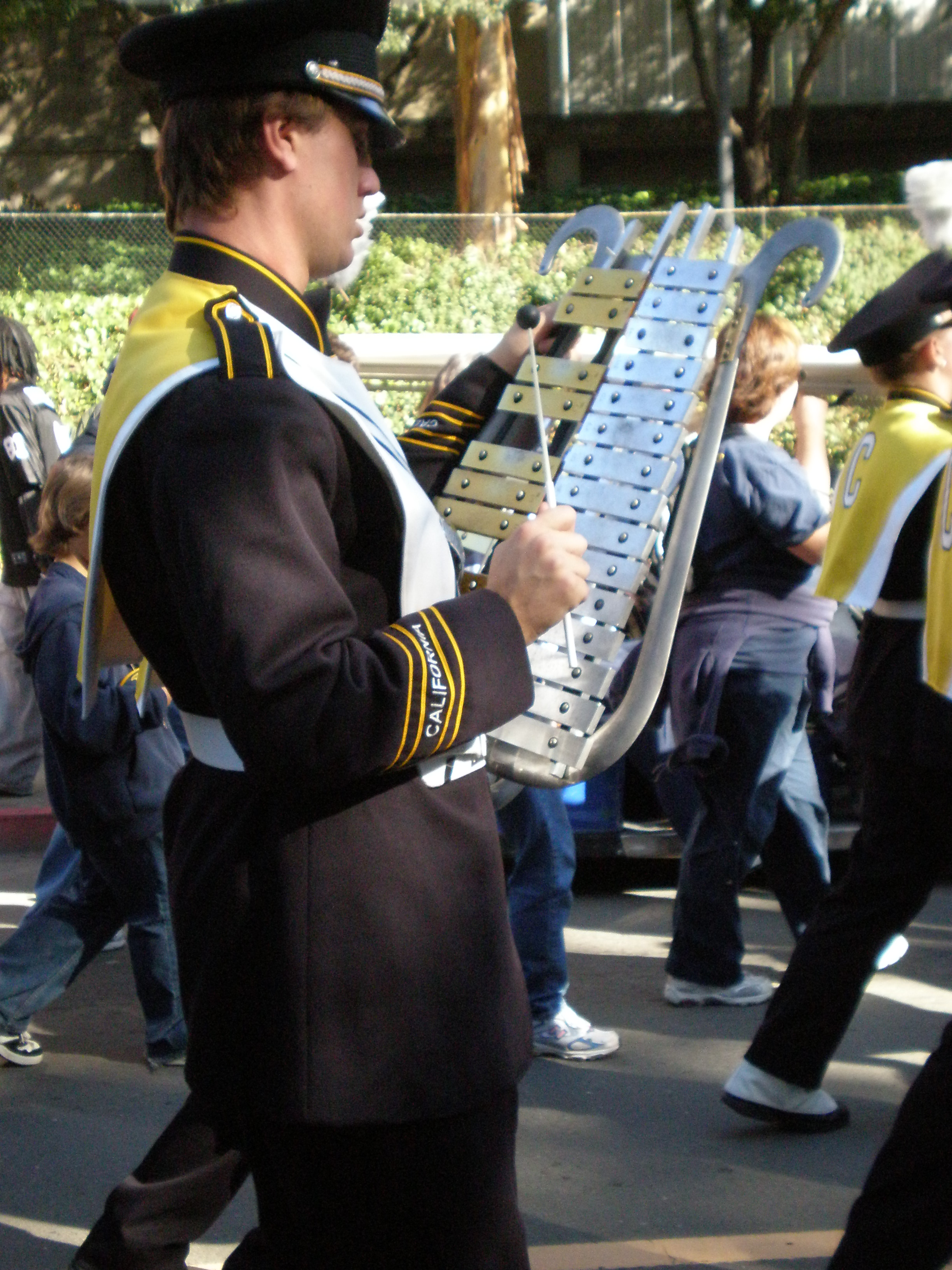
Lyra

Die Lyra, auch Militär-Lyra genannt, ist ein Metallophon der Marschkapellen, das in seinen äußeren Umrissen einer Leier wie beispielsweise der griechischen Lyra und in der Tonerzeugung einem Glockenspiel ähnelt. Die Lyra besitzt jedoch anstelle der Saiten 25 bis 27 waagerechte, auf einem Gestänge befestigte Klangplatten aus Metall, die mit einem Hartgummi-, Holz-, Messing- oder Kunststoff-Schlägel angeschlagen werden. Bass-Lyren sind in der Regel mit 22 Klangplatten ausgestattet. Die Verwendung der Lyra geht auf den Schellenbaum zurück.
Es gibt diatonische und chromatische Lyren mit einem Tonumfang von anderthalb bis zwei Oktaven in den Stimmungen C, Ces und B.
Die Ausführungen reichen von einfach gestalteten Rohrrahmen-Lyren bis hin zu aufwendig gearbeiteten und schwereren Chor-Lyren, bei denen die Rahmenenden rechts und links als Löwenköpfe gearbeitet sind. Die an beiden Rahmenenden hängenden Rossschweife erinnern an den großen Einfluss der türkischen Janitscharenmusik auf die deutsche Militärmusik. Auf dem oberen Endstück der Lyra befindet sich meist ein aufzuschraubender Adler. Speziell für Kinder gibt es Lyraanfertigungen mit dünnerem Rahmen.
Ihre hohe Stimmung ist sehr durchsetzungsstark und wirkt im Zusammenklang mit Piccoloflöten besonders strahlend.